# Argyrogrammana amazonica
Argyrogrammana amazonica är en fjärilsart som beskrevs av Meier-ramel 1928. Argyrogrammana amazonica ingår i släktet Argyrogrammana och familjen Riodinidae. Inga underarter finns listade i Catalogue of Life.